# Stanowo (Ukraina)
Stanowo (ukr. Станово) – wieś na Ukrainie, w obwodzie zakarpackim, w rejonie mukaczewskim, w hromadzie Werchnij Koropeć. W 2001 liczyła 985 mieszkańców.